# Individuelle Prämienverbilligung
Die Individuelle Prämienverbilligung in der Schweiz ist ein Rabatt auf der obligatorischen Krankenpflegeversicherung. Jeder Einwohner in bescheidenen finanziellen Verhältnissen hat Anspruch auf vergünstigte Krankenkassen-Prämien. Im Jahr 2023 bezog jeder vierte Einwohner Prämienverbilligung, und im Jahr 2022 subventionierten Bund und Kantone die Krankenversicherungsprämien mit einem Betrag von 5.4 Milliarden Franken. Im Vergleich dazu betrug das Verteidigungsbudget der Schweiz im selben Jahr 4.63 Milliarden Franken.
Anspruchsberechtigt sind – über die sogenannte Gemeinsame Einrichtung – auch Personen, die eine Schweizer Rente beziehen und in der Schweiz versichert sind, aber in der EU oder in einem EFTA-Staat leben.
Da die Kantone bzw. die Gemeinsame Einrichtung für die Gewährung der individuellen Prämienverbilligungen zuständig sind, gibt es sehr unterschiedliche Gesetzesgrundlagen. Das führt dazu, dass jeder Kanton bzw. die Gemeinsame Einrichtung KVG die Individuellen Prämienverbilligungen unterschiedlich durchführen: Einige Kantone richten die Prämienverbilligung automatisch aus, wenn die Person ein gewisses steuerbares Einkommen bzw. Vermögen unterschreitet, andere Kantone informieren berechtigte Personen über ihnen Anspruch – müssen ihn aber selbst beantragen – und wieder in anderen Kantonen müssen die Versicherten selbst ausfindig machen, ob sie anspruchsberechtigt sind.
In allen Fällen wird die Prämienverbilligung dem Krankenversicherer ausgezahlt, und die Vergünstigung darf die tatsächliche Versicherungsprämie nicht übersteigen. Die vom Versicherten zu bezahlende Krankenkassen-Prämie reduziert sich dann um den Betrag der Prämienverbilligung.